# 남부자이언트가는꼬리구름쥐
남부자이언트가는꼬리구름쥐 또는 남부루손자이언트구름쥐(Phloeomys cumingi)는 쥐과에 속하는 설치류의 일종이다. 필리핀에서만 발견된다. 머리부터 몸까지 몸길이는 44~48cm이다. 꼬리 길이는 32~35cm이다. 몸무게는 1.45~2.1kg이다. 나무 위에서 생활하는 수상성 동물이며, 야행성 동물이다. 나무 구멍 속에 둥지를 만들고, 먹이를 구할 때는 땅에 내려온다. 먹이는 나무 잎과 꽃, 농작물 등이다. 포획 상태에서 수명은 약 14년이다.